# Фелино (замок)
Фелино (итал. Castello di Felino) — средневековый замок в одноимённой коммуне в провинции Парма, в регионе Эмилия-Романья, Италия. По своему типу относится к замкам на вершине.

## История

### Ранний период
Самые ранние каменные укрепления на высоком холме в данной местности были построены по приказу семьи Луппоне в 890 году. В последующем замок многократно модернизировался и расширялся.
К концу XIV века Фелино превратился в мощную крепость, обнесённую рвом. В то время он находился во владении семьи Росси. Однако прочные стены и высокие башни не всегда спасали владельцев во время осад.

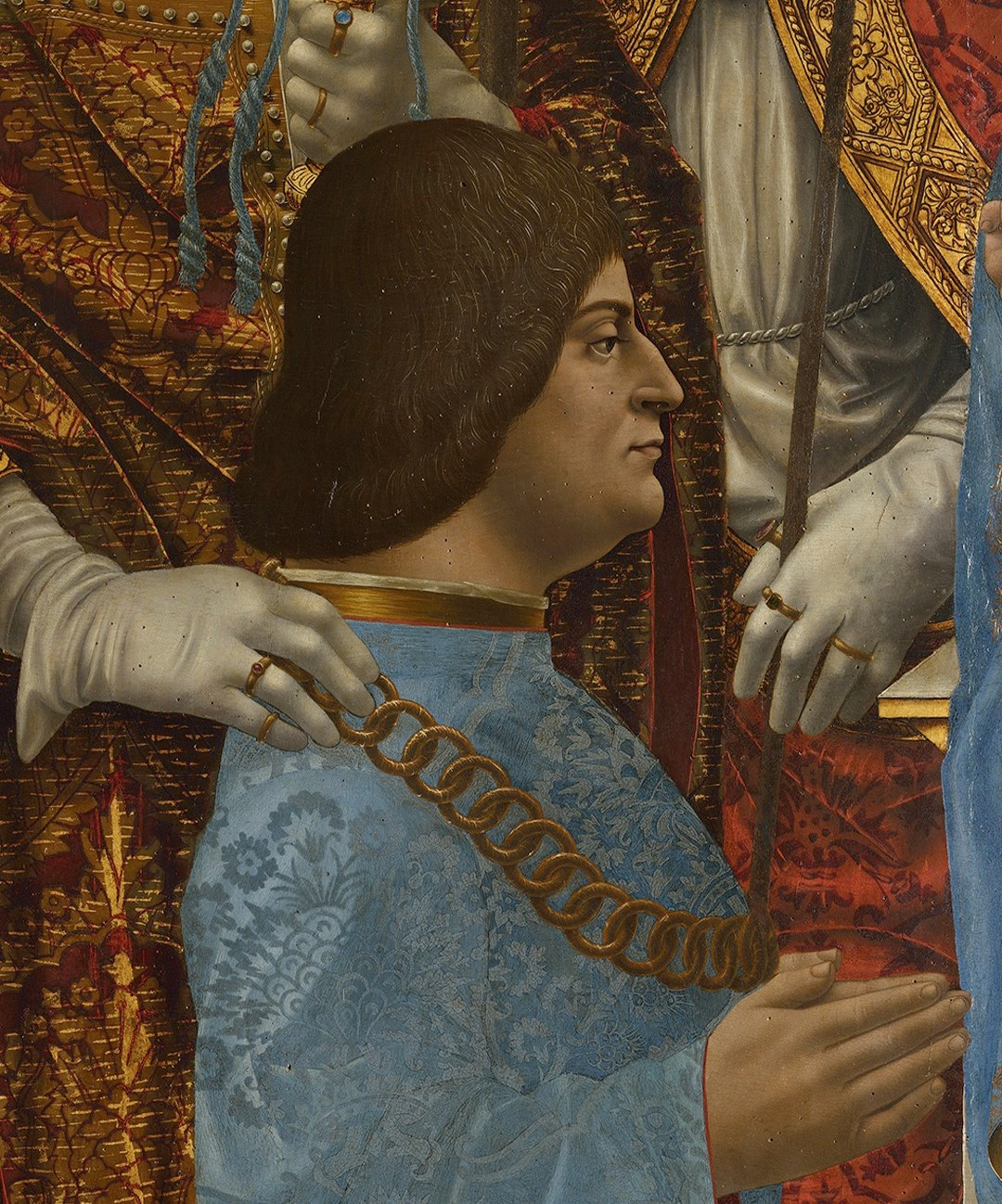
Герцог Лодовико Сфорца

В 1483 году замок был захвачен отрядами герцога Лодовико Сфорца. По его приказу Фелино был почти полностью разрушен. Однако очень быстро крепость восстановили.

### ЭпохаРенессанса
Замок неоднократно менял владельцев. В самом начале XVI века его хозяином был Пьетро ди Роано. В 1505 году он продал Фелино Галеаццо Паллавичини.
В 1600 году комплекс купил граф Козимо Маси. Но уже в 1612 году замок был экспроприирован по приказу герцога Рануччо I Фарнезе. Тот в свою очередь в 1632 году подарили Фелино своему другу Джироламо Ро.
В 1650 году замок приобрела семья Лампуньяни. Вскоре они решили расстаться с резиденцией. Новым собственником стал маркиз Гульельмо дю Тийо. Он решил передать Фелино епископам Пармы. К концу XVII века комплекс утратил прежнее значение и постепенно стал приходить в упадок.

### XX век
Замок оставался под контролем католической церкви до 1935 года. Правда, к началу XX век Фелино серьёзно обветшал. Туристический путеводитель 1903 года описывает комплекс так: «Стены и башни снаружи всё ещё выглядят внушительно, но внутри всё в запустении. Замок находится под угрозой полного разрушения».
Лишь в 1974 году Фелино был выкуплен частными лицами. Вскоре начались масштабные ремонтные и реставрационные работы. К концу XX века комплекс был полностью восстановлен.

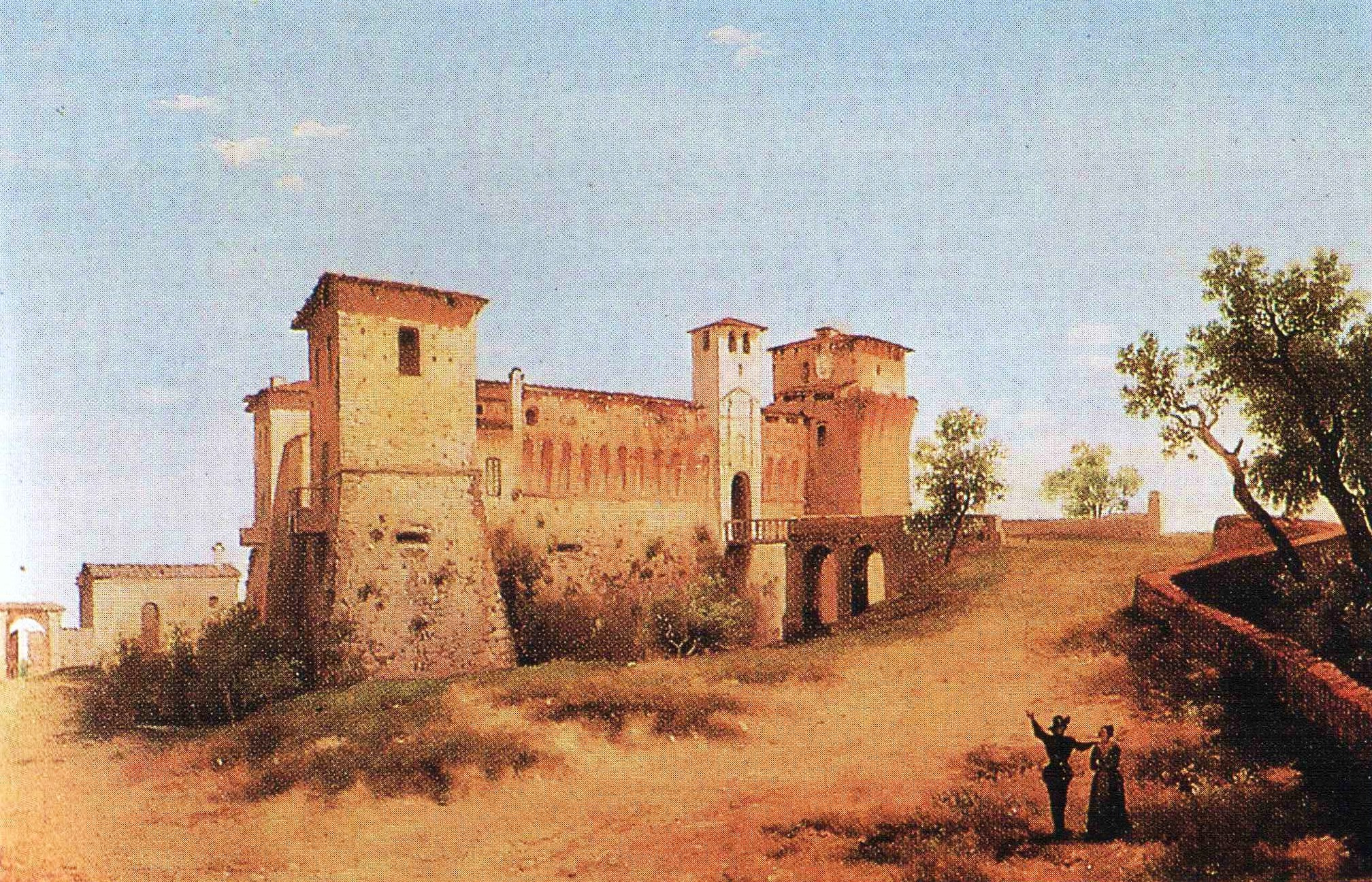
Замок на рисунке XIX века

## Описание
Замок сохранил почти в первозданном виде общую планировку с XV века. Комплекс имеет форму квадрата. По углам расположены квадратные башни, которые немного выступают за пределы высоких каменных стен.
Единственный вход имелся с юго-западной стороны. Попасть внутрь можно было по подъёмному мосту. Позднее был построен каменный стационарный мост. В центре двора сохранился глубокий колодец. Все внутренние постройки примыкают к внешним стенам. Так как замок долго принадлежал церкви, то приоритет оставался за религиозными строениями. В частности, сохранилась часовня и молельня. Внутри можно увидеть старинные фрески, а также гербы различных семей, в разное время владевших Фелино.
Долгое время замок использовался в качестве тюрьмы. В подземельях Фелино были устроены темницы.
В прежние времена пространство вокруг замка в интересах успешной обороны было пустынным. Но к XX веку вокруг выросло много деревьев. В настоящее время Фелино находится в центре рощи из высоких деревьев.

## Современное использование
С конца XX века в замке расположены отель и ресторан. По договорённости с владельцами можно арендовать весь комплекс для проведения торжеств, свадеб или корпоративных мероприятий.
В замке периодически проводятся концерты. Кроме того, здесь также находится небольшой музей, посвящённый салями. Этот вид твёрдой колбасы особенно знаменит в провинции Парма.

## Галерея

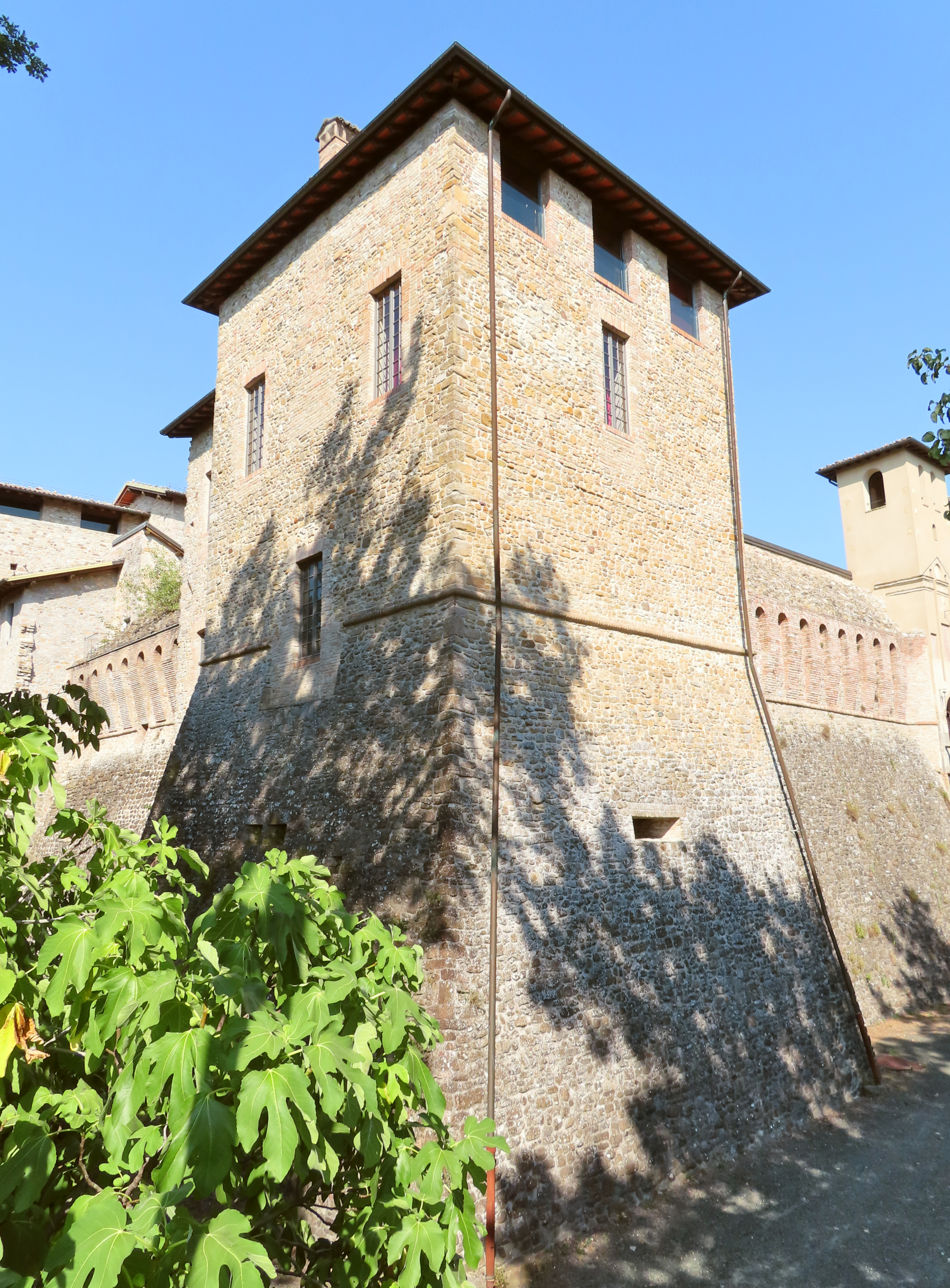
Западная башня
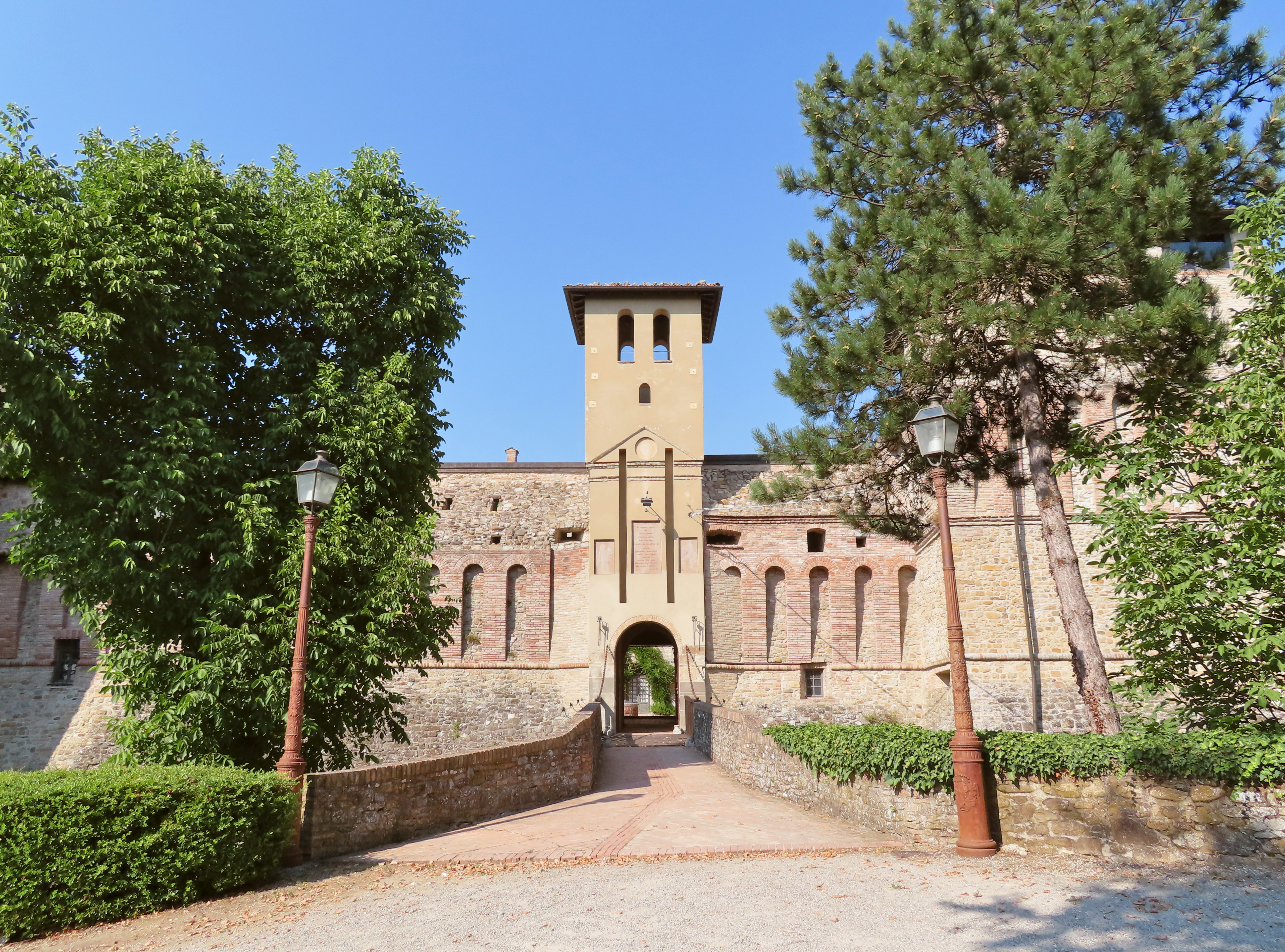
Мост, ведущий в замок
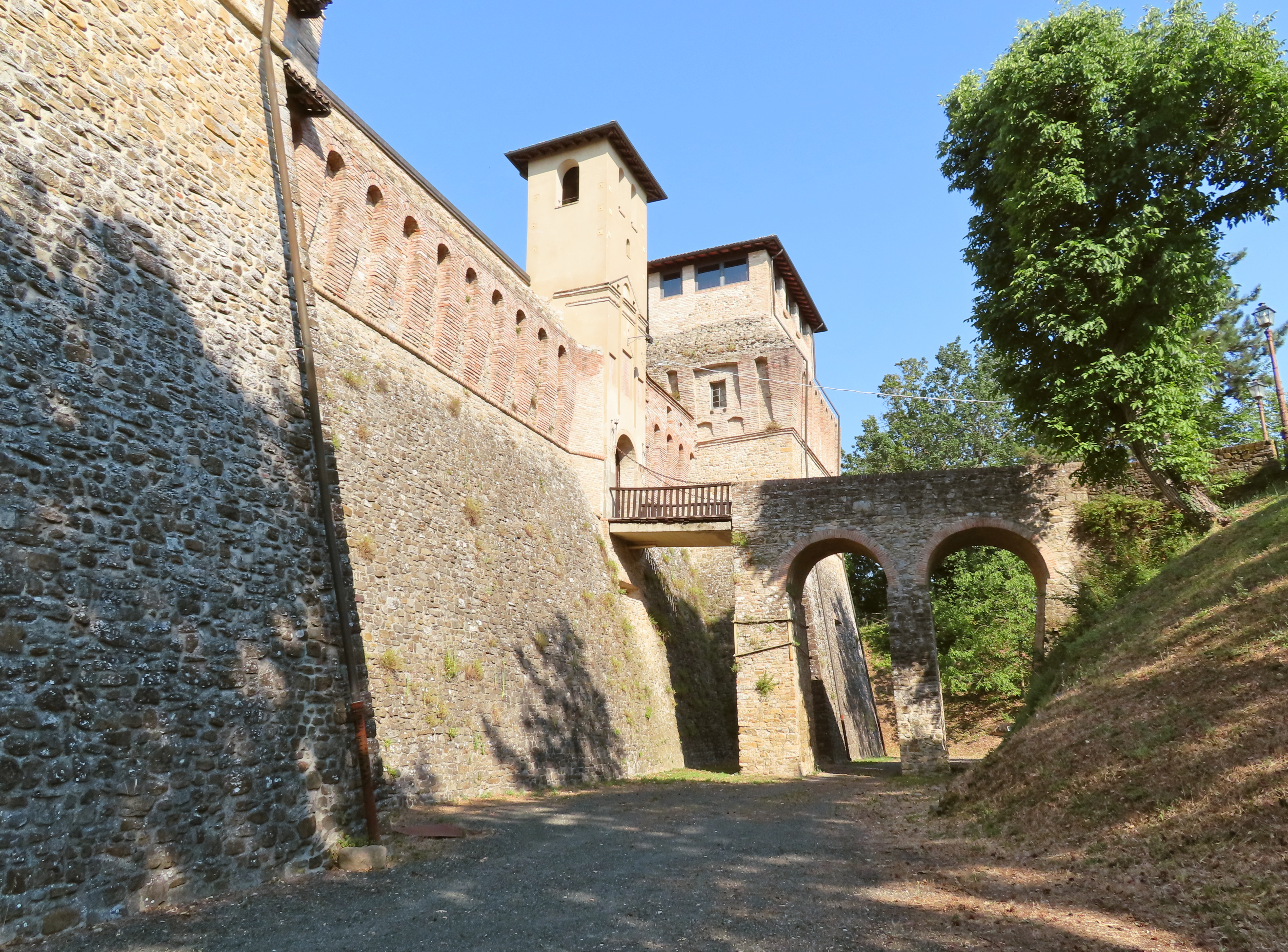
Вид моста с западной стороны
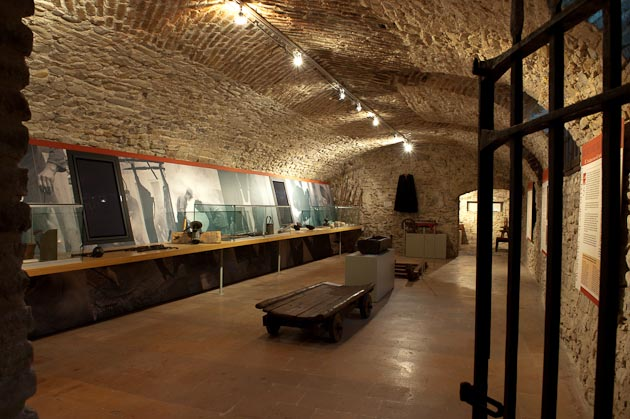
Фрагмент экспозиции Музея салями
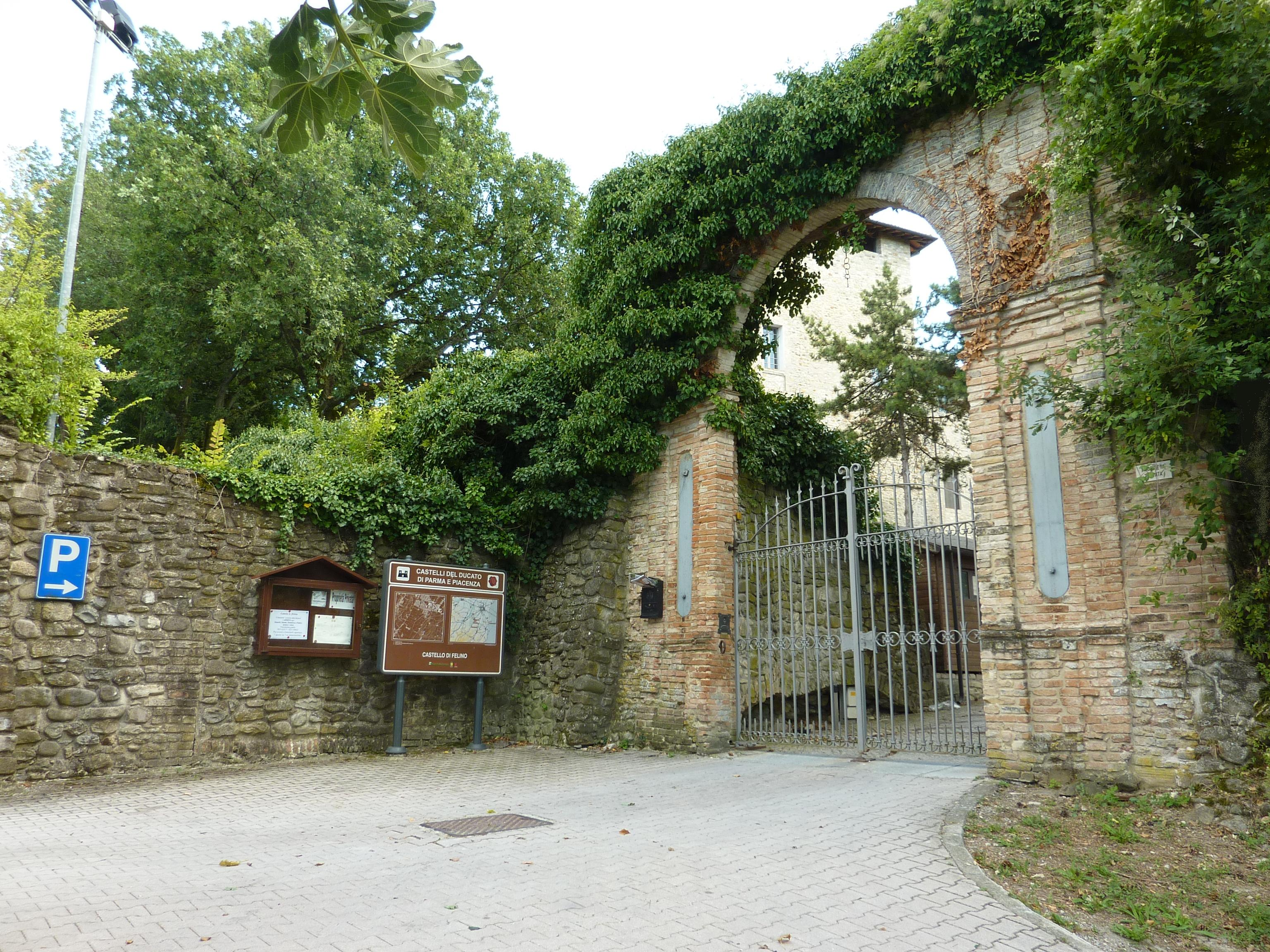
Ворота перед дорогой на замковый холм